# FUSE (人工衛星)
FUSE（ヒューズ、Far Ultraviolet Spectroscopic Explorer、遠紫外線分光探査機）は、アメリカ合衆国の宇宙望遠鏡。
1999年6月4日、NASAのオリジンズ計画の一環として、デルタIIロケットにより打ち上げられた。NASAとアメリカ国内の大学、フランス、カナダの宇宙機関との共同プロジェクトで、他の宇宙望遠鏡では観測できない、90.5-119.5nmの遠紫外線を観測した。高度約760kmの低軌道に存在し、軌道傾斜角は25度、周期は100分弱。エクスプローラー77号とも呼ばれた。
2007年7月12日、FUSEの姿勢制御に必要な最後のリアクションホイールが故障し、再開の試みも失敗した。衛星自体の状態は良好であったが、観測のための姿勢制御が不可能になり、計画は終了した。

## 科学的成果
FUSEの観測データを下に、400以上の科学論文が執筆された。FUSEの主な目的のひとつに、宇宙の重水素の研究があった。遠紫外線における原子の吸収線・輝線の豊富な観測により、FUSEは数多くの銀河系、銀河系外、銀河系間の化学と化学進化を研究することができた。